# Wii Party
Wii Party (Wii パーティ?, Wī Pāti) è un videogioco sviluppato e prodotto da Nintendo per la console Wii e immesso sul mercato nell'autunno 2010. Facente parte della Serie Wii, è l'unico gioco della serie non prodotto da Shigeru Miyamoto. È il primo titolo dell'omonima serie.

## Contenuto e gameplay
Wii Party contiene più di 80 minigiochi ed è uscito in tutto il mondo in Bundle con un Wii Remote bianco in Europa e America e rosa in Giappone.

## I personaggi
I personaggi giocabili sono i Mii che il giocatore può creare sul Canale Mii della stessa Console Wii, con la possibilità di usare comunque 6 Mii ospiti.

## Modalità di gioco
In Wii Party ci sono quattro modalità di gioco:
- "Giochi di gruppo"
- "Giochi di coppia"
- "Giochi in casa"
- "Minigiochi".

Si tratta di una serie di giochi in cui fino a 4 giocatori possono competere l'uno contro l'altro.

### Giochi di gruppo

#### Isola dei dadi (Da 1 a 4 Giocatori) (Durata: circa 45 minuti)
Questo gioco è ambientato su un'isola, e per alcuni aspetti riprende il famosissimo gioco dell'oca. Il gioco si divide in due fasi per ogni round.
La prima consiste in un minigioco scelto casualmente tra più dei 40 minigiochi per 4 giocatori. A seconda dei posti in classifica che ogni giocatore detiene al termine dello stesso, è possibile ricevere un dado bonus, che può avere un punteggio massimo variabile a seconda del suo grado (ossia del "materiale" di cui è fatto) e che si aggiungerà al normale dado bianco (con i numeri da 1 a 6) che ogni giocatore ha in dotazione ad ogni round, indipendentemente dalla sua posizione in classifica della prima fase (è un dado a 6 punti, come il Dado d'Oro, cambia solo il colore). 
Nel caso si faccia un risultato uguale sia col dado normale che con quello bonus, si potrà avere la possibilità di tirare un altro dado sommandolo al precedente risultato.
Fare riferimento alla tabella sottostante:
| Posizione in Classifica | Dado Bonus ricevuto | Punteggi del Dado |
| ----------------------- | ------------------- | ----------------- |
| Primo                   | Dado d'oro          | 1-6               |
| Secondo                 | Dado d'argento      | 1-3               |
| Terzo                   | Dado di bronzo      | 1-2               |
| Quarto                  | Nessun Dado Bonus   | --                |

La seconda fase consiste nel tirare i dadi e di muoversi nel numero di caselle pari a quello uscito dai dadi.
A seconda della casella in cui finisce il giocatore corrente, avverrà un evento specifico:
- Normale: Non accade nulla: è una semplice casella di colore grigio.
- UFO: Il giocatore di turno effettuerà uno scambio di posizione con un altro giocatore estratto a sorte tramite il lancio di un unico dado. I giocatori presenti nel vulcano ne sono immuni.
- Vortice: Fa in modo che un giocatore estratto a sorte debba retrocedere di un determinato numero di caselle. Il giocatore di turno è costretto a lanciare due dadi, uno con funzione diversa dall'altro. Il primo indica il giocatore che dovrà retrocedere, il secondo di quante caselle. I giocatori presenti nel vulcano ne sono immuni.
- Bonus: Il giocatore di turno avanzerà del numero di caselle indicato, da un minimo di 4 ad un massimo di 6.
- Malus: Il giocatore retrocederà del numero di caselle indicato, da un minimo di 4 ad un massimo di 6.
- Vulcano: Tutte le caselle Bonus e Malus si trasformano in caselle Malus −4 per 3 turni di gioco (non si confondono i round con i turni). Se un giocatore finisce su una di queste caselle, egli, come è facile pensare, retrocederà di 4 caselle; ma se retrocedendo dovesse fermarsi nuovamente su una di queste, si genererà un effetto a catena che non terminerà fino a quando il giocatore di turno non incontrerà una casella Normale.
- Dinosauro: Bisogna tirare un dado, se esce il Tirannosauro, il giocatore retrocederà di un determinato numero di caselle, ma se esce lo Pterodattilo, esso avanzerà di 10 caselle.
- 1 vs 3: Il giocatore di turno dovrà sfidare gli altri 3 giocatori in un minigioco 1 vs 3. In caso di vittoria, egli avanzerà di 10 caselle, in caso contrario non accadrà niente.
- 1 vs 1: Il giocatore di turno potrà scegliere un altro giocatore da sfidare in un minigioco 1 vs 1 (è consigliabile scegliere il 1º classificato come sfidante, o il 2° nel caso in cui il giocatore di turno sia già in prima posizione). In caso di vittoria del giocatore di turno, egli avanzerà di 7 caselle, mentre il perdente retrocederà di altrettante; in caso contrario, non accadrà niente. I giocatori presenti nel vulcano ne sono immuni.
- Statua blu: Fa avanzare il giocatore di turno di un elevato numero di caselle. È la casella più ambita del gioco.
- Statua rossa: Fa retrocedere il giocatore di turno di un elevato numero di caselle.
- Teschio: Fa finire il giocatore di turno all'interno del vulcano. In questo modo egli verrà rallentato, poiché deve percorrere circa 9 caselle aggiuntive (la quarta, però, può far rientrare il giocatore in gioco in anticipo, a patto che il giocatore ottenga un numero di dadi esatto, in modo da finirvi; ciò non vale per la nona casella).

Sono inoltre presenti degli ostacoli ("Prove"), superabili ottenendo con il lancio di uno o due dadi (a seconda delle circostanze) un numero generalmente superiore a quello richiesto. Possono verificarsi anche eventi spiacevoli in caso di fallimento della prova. Il primo giocatore che supera la "Prova Finale", ovvero riuscire a fare 6, vince il gioco.

#### Giro del mondo (Da 1 a 4 Giocatori) (Durata: circa 60 minuti)
Il gioco consiste nel raggiungere più obiettivi nel gioco, rappresentabili collezionando foto ricordo.
Sono presenti ogni volta 3 destinazioni, ognuna con 3 obiettivi; all'inizio del gioco, ogni giocatore riceve un fondo di 10 monete. Al termine di ogni minigioco i giocatori ottengono 10 monete per il primo classificato, 5 monete per il secondo, 3 per il terzo e una per l'ultimo. A quel punto, seguendo l'ordine di qualificazione nel minigioco, i giocatori si muovono sul globo attraverso delle carte numerate da 1 a 3, e a seconda del risultato uscito, possono muoversi di quel determinato numero di caselle. A seconda della casella in cui il giocatore finisce, accadrà il seguente effetto:
- Pulizie: attraverso una ruota, il giocatore otterrà una ricompensa per le pulizie svolte da 1 a 10 monete
- Evento: su 3 carte casuali e coperte, il giocatore prenderà una carta che causa effetti particolari:
  - Vortice: il giocatore, attraverso una ruota, sceglierà chi tra gli altri 3 verrà scaraventato dal vortice in una posizione a caso.
  - Regalo: il giocatore riceve tra 1-6 monete da tutti gli avversari.
  - UFO: attraverso una ruota, il giocatore si scambierà di posto con quello scelto.
  - Stormo di UFO: tutti i giocatori si scambiano di posto.
  - Monete condivise: Ogni giocatore condividerà le proprie monete con quelle degli altri giocatori; ciò vuol dire che ogni giocatore avrà praticamente lo stesso numero di monete.
  - Mal di pancia: attraverso una ruota, chi viene scelto dovrà fermarsi per un turno.
  - Al centro dell'attenzione: tutti i Mii finiranno nella stessa casella dove si trova il giocatore scelto attraverso una ruota.
  - Mongolfiera: attraverso una ruota, verrà scelto il giocatore che otterrà tutte le carte mongolfiera, che si sostituiranno alle carte correnti del giocatore selezionato.
  - Ruba carta: attraverso una ruota, il giocatore ruberà una carta qualsiasi dal giocatore scelto, che verrà sostituita da una comune carta.
  - Ladro: il giocatore gira una ruota: colui che uscirà si vedrà sottratte tutte le carte veicolo da un ladro.
- Negozio: il giocatore può spendere delle monete per comprare delle carte veicolo.
  - Treno: fa avanzare il giocatore di 4, 5 o 6 caselle. Costa 5 monete.
  - Taxi: fa avanzare il giocatore da una a 3 caselle, a sua scelta. Costa 10 monete.
  - Volo charter: fa andare il giocatore in una casella aeroporto a sua scelta. Costa 10 monete.
  - Mongolfiera: attraverso una ruota, ci si muoverà da 3 a 8 caselle. Costa 5 monete.
  - Elicottero: fa avanzare il giocatore di 8 caselle. Costa 10 monete.
  - Super Mii: il Mii diventerà un Super Mii e si dirigerà verso un obiettivo a propria scelta. Costa 20 monete.
- Carta: il giocatore otterrà una carta treno da 4 a 6.
- Porto: il giocatore può spendere 5 monete per andare in un altro porto. I porti disponibili sono Panama, Sudafrica e Nuova Zelanda.
- Aeroporto: il giocatore può spendere 5 monete per andare in un altro aeroporto. Gli aeroporti disponibili sono Costa Occidentale degli Stati Uniti, Finlandia e Hong Kong.
- 1 vs 3: Il giocatore competerà in un minigioco 1 vs 3. Se vince il giocatore singolo otterrà 15 monete, in caso contrario gli altri tre riceveranno ognuno 5 monete.

Per raggiungere un obiettivo, bisogna andare in una casella segnata da una corona dorata, per poi spendere 10 monete in modo da ottenere una foto ricordo, Al termine del 10º round, inizieranno i 10 round di recupero. Chi raggiunge l'ultimo obiettivo, ottiene anche una foto ricordo aggiuntiva come bonus. Chi ha più foto ricordo vince la sfida.

#### Tre per due (Da 1 a 4 Giocatori) (circa 30-45 min)
Lo scopo del gioco è formare due file di 3 Mii uguali nel proprio spazio. Dopo la selezione dei personaggi, ci si può scegliere tra 3 o 5 turni. Innanzitutto, si svolgerà un minigioco a 4 giocatori, in cui la classifica determinerà i turni nel round corrente. Sono presenti 6 Mii diversi per ogni area del partecipante, più 4 nell'area centrale. Di questi 4 Mii, 2 sono visibili, mentre gli altri sono neri con il punto interrogativo. I Mii sono presenti in varie forme:
- Normale: rappresenta il tipo standard dei Mii, e può essere giallo, rosso, viola, verde e blu.
- EliminaMii: elimina una fila di Mii a scelta che viene sostituita da un'altra.
- Mii Jolly: fa diventare la maglia del Mii di qualsiasi colore, a scelta, eccetto il platino.
- Platino: se c'è una fila di 3 Mii di platino, si otterrà un bonus.
- RubaMii: una volta selezionato, il giocatore corrente può rubare un Mii avversario. Può essere utile per contrastare gli avversari o per ottenere un 3x2.

Al termine dei 6 round del turno corrente, o quando un giocatore ottiene un 3x2, i giocatori ottengono dei punti in base a:
- Platino
- Maschi o Femmine
- Mio colore
- Ancora 1

Al termine dei 3 o dei 5 turni, chi ha più punti vince il gioco.

#### Gira la ruota (Da 1 a 4 Giocatori) (circa 30 min)
All'inizio del gioco, sia tutti i 4 giocatori sia la banca ricevono un fondo di 500 dobloni. Poi, a turno, i giocatori girano la ruota in modo da far finire la freccetta su una casella. Le caselle possono far vincere o perdere dei dobloni, aumentare o moltiplicare i dobloni presenti nella banca o far partire dei minigiochi. Al termine dei round 4, 7 e 10, la ruota cambierà. Il gioco si articola in 10 round più 10 round di recupero, il gioco termina dopo il 10º round di recupero o al primo colpo in banca durante i round di recupero. A seconda della casella, l'effetto sarà il seguente:
- Banca +500/600/800: la banca aumenterà di 500, 600 o 800 dobloni.
- Banca x2/x3: i dobloni della banca correnti vengono duplicati o triplicati.
- Dobloni +300: il giocatore otterrà 300 dobloni dalla banca.
- Dobloni −300: il giocatore perderà 300 dobloni nella banca.
- Che fortuna!: appare a partire dal 5º round. Il giocatore girerà di nuovo la ruota, che a seconda dell'esito indicherà se il giocatore vince la totalità, la metà o niente dei dobloni della banca.
- Dobloni 1/2: il giocatore vedrà dimezzarsi i propri dobloni.
- Minigioco 1 vs 3: partirà un minigioco 1 vs 3: se vince il giocatore singolo, otterrà un colpo in banca prendendosi tutti i dobloni della banca; se invece vincono i 3 giocatori, i dobloni della banca verranno condivisi tra loro.
- Minigioco 1 vs 1: chi ci capita dovrà sfidare un giocatore in un minigioco 1 vs 1; se esso vince, si prenderà metà dei dobloni del perdente, altrimenti entrambi i giocatori si terranno i propri dobloni.
- Minigioco 4 giocatori: il vincitore del gioco otterrà un colpo in banca, ottenendo tutti i dobloni della banca.

Al termine del 10º round, partiranno i 10 round di recupero; questa fase durerà fino a quando tutti i dobloni in banca saranno stati assegnati tramite un minigioco. Chi ha più dobloni, vince la partita.

#### Tombola Mii (1-4) (circa 15 min)
Ogni giocatore sceglie una cartella da 16 Mii casuali. A quel punto, la sfera farà uscire una pallina che può essere Mii o minigioco. Se la pallina rappresenta un Mii, chi ha quel Mii deve segnarselo puntando su di esso e premendo A. Se invece la pallina rappresenta un minigioco, i giocatori si sfideranno in un minigioco a 4 giocatori. Il vincitore avrà diritto a scegliere un Mii. Chi riesce a fare una fila di 4 Mii (che può essere di qualsiasi verso) vince.

### Giochi di coppia
In questa modalità si gioca in 'Amici per la pelle' e 'Veliero bilancia' in coppia, invece in 'Trova la coppia' 1 vs 1.

#### Amici per la pelle (2 giocatori) (circa 5 min)
Il gioco si divide in due parti: la prima consiste nel condividere quante più preferenze possibili rispondendo alle domande con la pulsantiera di comando alle risposte possibili. La seconda parte consiste nell'ottenere un miglior risultato possibile in un minigioco in coppia, alla fine del quale si riceve un grado da D ad A. Verrà poi dato un punteggio da 0 a 100.

#### Veliero bilancia (2 giocatori) (circa 15 min)
Il gioco consiste nel piazzare 20 Mii sulla nave in modo da non rovesciarla. Le difficoltà sono 3. Per ogni round è presente un minigioco di coppia, e se i giocatori riescono a completarlo, i Mii sono di uguali dimensioni, altrimenti, le dimensioni sono diverse. Si gioca inizialmente in coppia, mentre l'altra modalità è segreta (ossia Veliero bilancia Sfida a tempo, in cui bisogna piazzare 20 Mii sul veliero in meno tempo possibile).

#### Trova la coppia (1-2) (circa 15 min)
In questo gioco di memoria da 10 round, bisogna ottenere più punti possibili; per ottenerli, bisogna fare delle coppie di Mii dello stesso colore, il quale viene visualizzato una volta selezionato il Mii. Chi sbaglia una coppia, perde un cuore, e chi perde tutti i cuori passa il turno all'avversario. Ogni 3 round, ci si farà un minigioco, e chi vince otterrà un cuore bonus. Chi ha più coppie vince.

### Giochi in casa
La Nintendo ha creato questo videogioco pensando cosa succedeva fuori dallo schermo dei televisori creando dei veri "giochi in casa":

#### OK, il verso è giusto (2-4) (circa 5 min)
Questo gioco richiede tra 2 e 4 telecomandi Wii. Per prima cosa si allineano i telecomandi Wii su una superficie piana, ad esempio un tavolo o il pavimento. A quel punto, arriveranno tanti animali quanti sono i giocatori, ma solo uno si avvicinerà allo schermo. A quel punto, dopo il verso di quell'animale, ogni telecomando Wii emetterà un verso d'animale differente, e chi afferra per primo quello giusto, dovrà poi puntare sull'icona del proprio Mii, in modo così da ottenere un punto. Ci sono però dei casi in cui appaiano dei Mii al posto degli animali. Chi arriva a 3 punti vince la partita. Il titolo di questo gioco è un riferimento a OK, il prezzo è giusto.

#### Caccia ai tesori (2-4) (circa 5-15 min)
Questo gioco richiede 1 telecomando Wii, ma se ne possono utilizzare fino a 4. Prima di iniziare la partita, dopo aver selezionato i personaggi, ci si può scegliere un solo round o un round uguale al numero dei giocatori. Nel caso di un unico round, si sceglierà un personaggio tra quelli nella partita, ed è possibile anche tirare a sorte. Nel caso di più round, si sceglierà comunque a sorte, ma toccherà a tutti i personaggi. Successivamente, chi viene scelto deve nascondere in 80 secondi i telecomandi Wii in luoghi nascosti ma comunque sicuri e raggiungibili, mentre gli altri devono uscire dalla stanza. Per nascondere i Telecomandi Wii, bisogna premere il tasto A una volta trovato un nascondiglio adatto. Chi li trova, poi, deve trovare i telecomandi Wii entro 80 secondi, e ogni volta che ne trovano uno, devono premerne il tasto A. Nel caso di round unico, vincono quelli che trovano tutti i Telecomandi Wii nel caso riescano a trovarli, altrimenti vince chi li nasconde. Nel caso di più round, chi li nasconde ottiene un punto per ogni secondo trascorso dall'inizio fino all'ultimo telecomando Wii trovato (se almeno 2 Telecomandi sono trovati contemporaneamente, i punti sono condivisi), nella ricerca bisogna avere orecchie aperte perché ogni dieci secondi si sente un verso dal Telecomando e chi ha più punti vince.

#### Bomba a tempo (2-4) (circa 5 min)
Il gioco richiede un solo telecomando Wii, che deve per questo essere sfilato dal laccetto. Fingendo che il Telecomando Wii sia una bomba a tempo, bisogna tenere premuto un tasto e, tenendolo in questo modo, passarlo al giocatore successivo, che a sua volta deve tenere premuto un altro pulsante; a quel punto, il giocatore precedente lascia il pulsante e il processo si ripete per varie volte. All'inizio, la bomba segnala 10 secondi di tempo, ma con il passare dei round, il tempo scenderà fino a 5; sempre con il passare dei round, la tolleranza della bomba ridurrà. Chi agita troppo il telecomando, tiene premuto il pulsante sbagliato, rilascia troppo presto o troppo tardi quello giusto, farà esplodere la bomba e perderà la partita.

#### Parole a scoppio (2-4) (circa 5 min)
Il gioco richiede un solo telecomando Wii, che deve per questo essere sfilato dal laccetto. Il gioco inizia scegliendo a sorte tra 4 categorie casuali. Dopo aver trovato una categoria adatta, il primo giocatore tiene il Telecomando Wii; dopo aver pensato e detto una parola di quella categoria, deve premere il tasto A e passare il telecomando al giocatore successivo; se quest'ultimo ritiene che l'ultima parola pronunciata dal giocatore precedente sia errata o già stata detta, può ripassare il Telecomando Wii indietro premendo il tasto 2. All'inizio, la bomba segnala 10 secondi di tempo, ma con il passare dei round, il tempo scenderà fino a 5. Chi non riesce a pronunciare una parola entro il tempo dato dalla bomba, la farà esplodere e perderà la partita.

#### Domande tra amici (3-4) (circa 5 min)
Questo gioco richiede un telecomando Wii per ogni giocatore. Innanzitutto, ci si sceglie un amico, con il quale bisogna gareggiare rispondendo a delle domande per indovinare i gusti e le preferenze dell'amico; per rispondere alla domanda presente, si usa la pulsantiera di comando. I punti si ottengono indovinando i gusti dell'amico, il quale non gareggerà per vincere. Le prime due delle 6 domande saranno a 2 risposte, poi ne arriveranno altre 2 da 3 risposte, e infine le ultime 2 saranno a 4 risposte. Il giocatore che ha più punti vince.

### Minigiochi
I minigiochi sono divisi in 5 categorie, di cui l'ultima è sbloccabile.
- Gioco libero: si sceglie prima una categoria di giochi (4 giocatori, 1 vs 3, 1 vs 1, Coppia.), poi si sceglie il minigioco.
- Torneo
- Solitario
- Sfida
- Scova il baro

#### Gioco libero (circa 5 min)
Il gioco libero consiste in 4 modalità di gioco (4 Giocatori, 1 vs. 3, 1 vs. 1 e In coppia, rispettivamente contenenti 41, 5, 11 e 22 minigiochi.):

##### 4 giocatori
I giochi a 4 giocatori vedono i 4 giocatori in un tutti contro tutti (è inoltre la categoria con il maggior numero di minigiochi):
- Corsa al galoppo: una corsa fra quattro cavalli, stando attenti ad amministrare la loro energia e dosandola in modo corretto per non farli arrivare al traguardo troppo stanchi. Chi arriva al traguardo per primo vince.
- Pila di regali: bisogna tenere in equilibrio una pila di regali che aumenta sempre di più senza farla cadere. Chi tiene in equilibrio i regali vince.
- Affetta la verdura: bisogna agitare il telecomando, usandolo come se fosse un vero coltello, il primo che riesce ad affettare la verdura vince.
- Salto con gli sci: un salto dal trampolino con gli sci, chi arriva più lontano vince.
- Quattro pistoleri: si deve sparare alle lattine facendole restare in aria. Chi ha più punti alla fine vince.
- Corsa ad ostacoli: bisogna raggiungere il traguardo saltando barili e tronchi rotolanti. Chi arriva al traguardo per primo vince.
- Puzzle frenetici:  bisogna comporre velocemente più figure. Chi ha più punti alla fine vince.
- Gara di allunaggio: tra meteoriti e asteroidi vari, chi per primo riesce a toccare il suolo lunare vince la sfida.
- Zombii: bisogna fuggere dagli Zombii senza essere toccati. L'ultimo che rimane vince.
- Bandierina a 4: bisogna prendere la bandierina prima degli altri, stando attenti però alle false partenze: chi sbaglia partenza per due volte, viene immediatamente squalificato, il primo che afferra la bandierina, vince.
- Foto di gruppo: bisogna fotografare un gruppo di Mii, chi fotografa più Mii sorridenti vince.
- Scelta di parte: un gioco di fortuna: bisogna scegliere un lato e aspettare di essere colpiti, chi sbaglia meno volte vince.
- Un gregge di troppo: una corsa per arrivare al traguardo, superando ostacoli costituiti da pecore che sbarrano il passaggio. Chi arriva al traguardo per primo vince.
- Acchiappa la piuma: bisogna afferrare più piume evitando le foglie. Chi ha più punti alla fine vince.
- Tiro al volo: si deve calciare la palla in rete al volo e si hanno cinque tiri a disposizione. Chi ha più punti alla fine vince.
- U'FOtografo: un solo scatto a disposizione per fotografare un UFO. Il giocatore che inquadra meglio l'UFO, vince.
- Buca in un colpo: si deve mandare in buca più palline che si può entro il tempo limite. Chi ha più punti alla fine vince.
- Mii prestigiatore: non si perde d'occhio la pallina con il proprio Mii nascosta sotto le tazze, se si indovina dov'è ottieni dei punti, chi ha più punti alla fine vince.
- Labirinto a vortici: bisogna cercare di giungere al traguardo superando dei vortici che confondono i Mii e i pulsanti del telecomando. Chi arriva al traguardo per primo vince.
- Pesca in elicottero: si deve pilotare il proprio elicottero per raccogliere i Mii con la fune. Chi ha più punti alla fine vince.
- Botte spaziali: bisogna ottenere punti volando contro gli avversari oppure colpendoli con vari oggetti. Chi ha più punti alla fine vince.
- Spacca il secondo: bisogna fermare il cronometro sul numero indicato, le cifre sono coperte quindi bisogna contare a mente, chi si ferma o si avvicina di più al numero indicato vince.
- Componi Mii: il giocatore assembla la faccia del tuo Mii mettendo insieme i pezzi del puzzle. Il primo che ci riesce vince.
- Chi rischia, vince: bisogna far cadere il barile in basso... ma non troppo. Colui che ha il barile più vicino al Mii, vince.
- Sfida tra biglie: si deve rotolare nella propria biglia e far finire gli avversari nelle buche, l'ultimo che rimane vince.
- Pugni in amicizia: bisogna colpire gli avversari con il tuo pugno a molla e spediscili in acqua. L'ultimo che rimane vince.
- Scalinata a sorte: bisogna scegliere un numero, se nessun altro lo sceglie si potrà salire di quel numero, chi raggiunge la cima vince.
- Pescatori di perle: il giocatore diventa una sirena e raccoglie più perle che puoi evitando le meduse. Chi ha più punti alla fine vince.
- Martella la talpa: bisogna colpire più talpe che si può per ottenere più punti. Chi li ottiene vince.
- Gara tra le stelle: una sfida su un circuito spaziale, chi compie tre giri per primo vince.
- Salto con la liana: bisogna slanciarsi su una liana e poi lanciarsi. Il giocatore che fa il salto più lungo, vince.
- A carte coperte: ci sono tre file di quattro carte, trova la carta con il tuo Mii in ogni fila, il primo che lo fa vince.
- Le luci della ribalta: si deve rimanere sotto il fascio dei riflettori che scorre prima che ci arrivino tutti gli altri. L'ultimo che rimane vince.
- Fotografia canina: bisogna inseguire un cagnolino che sfugge sempre ad ogni scatto. In un massimo di 10 foto disponibili, chi inquadra più volte l'animale vince il minigioco.
- Babysitter: bisogna cullare un neonato al ritmo giusto per farlo ritornare tranquillo, il primo che ci riesce vince.
- Fuochi artificiali: questione di pura fortuna: si sceglie fra i quattro fuochi disponibile, e si spera che scoppi per ultimo. Chi lo fa vince.
- Fuoco alle spalle: si colpiscono i bersagli sulle schiene degli avversari per eliminarli, l'ultimo che rimane vince.
- Tutti alla sbarra: si eseguono più sollevamenti che si possono in dieci secondi. Chi fa più sollevamenti vince.
- Un passo di troppo: bisogna raggiungere le distanza indicata usando i primi tre cartelli come guida, chi si avvicina di più vince.
- Dune buggy rodeo: bisogna far scoppiare i palloncini con la tua dune buggy per ottenere punti. Chi ci riesce vince.
- Binari del destino: basato sulla fortuna: bisogna scegliere una direzione e sperare di non andare a sbattere, in occasioni rare gli ultimi due giocatori rimasti potrebbero fare 10 round senza essere colpiti per arrivare alla fine. L'ultimo che resta vince.

##### 1 vs 3
In questa modalità, un giocatore è solo contro 3 avversari e le squadre sono a scelta (è inoltre la categoria con il minor numero di minigiochi):
- La palla e il pendolo: il giocatore solo deve colpire gli avversari con una palla oscillante mentre gli avversari devono evitarla per 30 secondi, se il giocatore solo riesce a colpire tutti gli avversari vince, se gli avversari riescono a schiavare la palla fino alla fine vincono.
- Karate Mii: 3 giocatori cercano di mettere i difficoltà il quarto, lanciandogli tronchi a volontà che il giocatore solo deve spezzare, se il giocatore da solo, sbaglia nessuna, una o due volte vince, se invece il giocatore da solo, sbaglia tre volte, dà la vittoria agli altri tre.
- Conta la frutta: il giocatore solo deve contare il frutto scelto mentre gli avversari lo ostacolano coprendo i frutti con delle palette, se il giocatore solo indovina il numero giusto di frutti vince, se invece sbaglia numero vincono gli avversari.
- Pose aerobiche: il giocatore solo deve ingannare gli avversari assumendo delle pose mentre gli avversari lo devono imitare, se un avversario sbaglia posa viene eliminato, il giocatore solo vince se tutti gli avversari vengono eliminati, ma se invece rimane almeno un avversario perde.
- Nascondino: il giocatore solo deve trovare gli avversari nascosti, se riesce a trovarli tutti entro 5 turni vince, se invece gli avversari riescono a sfuggire al giocatore solo fino alla fine vincono.

##### 1 vs 1
Qua due giocatori si sfidano per la vittoria.
- Conta i Mii: c'è un vagone con tanti Mii, e lo scopo di questo gioco è contarli. Vince chi ne conta il numero giusto. Se nessuno dei due giocatori dice il numero esatto di Mii, vince colui che si è avvicinato di più al numero giusto.
- Un tronco per due: bisogna abbattere per primo l'albero colpendolo forte con l'ascia. L'ultimo che resta vince.
- Pizza a domicilio: ci sono 2 pizzerie in città: 'Pizza veloce' e 'Pizza affumicata', però, purtroppo il cliente ha chiamato per sbaglio a tutte e 2 le pizzerie, e i due consegnanti di pizza si sfidano a chi è il più veloce a consegnare, consegnando prima dell'altro la pizza, però, bisogna seguire un percorso su una mappa, il primo giocatore che consegna la pizza, vince.
- Il buon pastore: si deve attirare più pecore che si può suonando la campana. Chi ha più punti alla fine vince.
- Zapping selvaggio: bisogna cambiare canale sui propri televisori in base a quello mostrato in alto, il primo che sintonizza tutti i televisori sul canale giusto vince.
- Gara a rimbalzoni: si deve rimbalzare al traguardo sulla propria molla prima dell'avversario. Chi arriva al traguardo per primo vince.
- Tiro al bersaglio: bisogna colpire cattivi per fare punti, ma evitare le damigelle. Chi ha più punti alla fine vince.
- Palloncini e biplani: pilotando un biplano si devono colpire i palloncini per ottenere punti. Chi lo fa di più vince.
- Bandierina a 2: come "Bandierina a 4" ma per due.
- Labirinto pendente: bisogna inclinare il labirinto per guidare la palla Mii al traguardo prima dell'avversario, il primo che lo raggiunge vince.
- Ricorda la frutta: bisogna memorizzare i frutti mostrati, poi quando 5 di essi vengono coperti bisogna indovinare quali sono, il primo che indovina 3 frutti vince.

##### In coppia
I giochi di coppia sono dei minigiochi per un massimo di 2 giocatori in cooperativa.
- Rimbalza la frutta: bisogna mettere in dei contenitori la frutta, passatevi i frutti in modo da farli finire nei contenitori giusti.
- Fabbrica di robot: si deve assemblare più robot che potete entro il tempo limite.
- Compagni di remo: si deve raggiungere il traguardo a bordo del proprio gommone il più in fretta possibile.
- La casa infestata: bisogna scappare dalla casa infestata illuminando con la torcia i fantasmi in modo che si dissolvano.
- Canestri in coppia: bisogna realizzare più canestri possibile entro il tempo limite.
- Equilibrio di coppia: si deve attraversare il percorso in sincronia senza cadere e fuggite dalle rovine.
- Scegli la porta: bisogna scegliere una porta e ricongiungersi al proprio partner stanza dopo stanza.
- Compagni di lenza: qui bisogna pescare i pesci spada dorati tirando su le lenze in sincronia.
- Ottovolante: si sparano i palloncini sull'ottovolante per prendere i regali.
- Tandem volante: bisogna coprire in volo pedalando la distanza più lunga possibile raccogliendo cuori per recuperare energia.
- Pecore in transito: bisogna aiutare le pecore ad attraversare il fiume girando le piattaforme mobili.
- Fuga dalla miniera: si spinge la leva del carrello a turno per fuggire dalla miniera senza essere colpiti dal masso rotolante.
- Gimcana spaziale: si deve raggiungere il razzo evitando gli asteroidi per arrivare sulla Terra.
- Caccia al topo: bisogna catturare il topo collaborando e prendere la chiave per uscire.
- Due pistoleri: come "Quattro pistoleri" ma per due, inoltre si possono colpire anche le lattine dell'altro giocatore.
- Tira l'anello: si devono sbocciare i fiori centrandoli con gli anelli entro il tempo limite.
- Bob a due: bisogna sffreciare sul bob passando sui pannelli per accelerare.
- Salto della corda: bisogna far saltare con la corda un gruppo di Mii più volte possibile.
- Avventura per due: bisogna raggiungere il tesoro collaborando e interagendo con gli oggetti.
- Percorso di coppia: si deve attraversare la passerella attivando gli interruttori per raggiungere il traguardo.
- Quadri-fogli: bisogna trovare i cinque quadrifogli nascosti nel quadro entro il tempo limite.
- Magazzino puzzle: in questo minigioco si spingono le casse di banane fuori dal deposito collaborando.

#### Torneo (1-4) (circa 5-15 min)
È una specie di gara in cui, prima, bisogna scegliere l'obiettivo di punti (3 o 5), poi gareggiare a una serie di minigiochi finché non si raggiunge l'obiettivo prestabilito. Esistono due tipi di torneo: '4 Giocatori' e '1 vs 1'.

#### Solitario (1 giocatore) (circa 10-60 min)
Un torneo per un giocatore, che deve raggiungere il razzo, ma senza perdere tutte le vite. Se il minigioco è a '4 giocatori' bisogna arrivare almeno al 3º posto, se invece il minigioco è a '1 vs 3' o '1 vs 1', bisogna per forza vincere. Alla fine, per ogni vita rimasta ci saranno 10 punti bonus(Esempio: 90 punti finali + 3 vite rimaste (30) = 120 punti totali).

#### Sfida (1-4 giocatori) (circa 5-30 min)
Ci sono minigiochi a go-go. Alcuni potranno sembrare familiari, ma offrono una esperienza diversa uno ad uno. Ce ne sono 4 da 1 giocatore, 2 da 2 giocatori, 1 da 1 a 4 giocatori.

##### 1 giocatore (circa 5-30 min)
I giochi di questa modalità sono:
- Mii a Molla
- Pollice Verde
- Super Quadri-fogli
- Super Pila di Regali

##### 2 giocatori (circa 5 min)
I giochi di questa modalità sono:
- Super Equilibrio di Coppia
- Super Magazzino Puzzle

##### 1-4 giocatori (circa 5 min)
L'unico gioco di questa modalità è:
- Mii Puzzle

Ci sono tre diverse modalità di gioco di Mii Puzzle: '1 giocatore', '1 vs 1' e '4 giocatori'.

#### Scova il baro (2-4) (circa 5-15 min)
C'è poi questa modalità da sbloccare, per 2, 3 o 4 giocatori, in cui serve un telecomando Wii per ogni giocatore. Ogni giocatore deve cercare di indovinare chi è il baro, ma se lo sono loro stessi devono cercare di non venir scoperti. Se ci sono solo 2 o 3 giocatori allora ce ne saranno altri da supporto che, potranno essere bari ma non possono indovinare chi è il baro. Se il giocatore indovinerà chi è il baro, prenderà 20 punti al baro, se invece sbaglia a indovinare sarà il baro a rubare 20 punti. Alla fine chi totalizza più punti vince.

## Critiche, successo e vendite
- GameRankings: 71,78 %
- Metacritic: 70 %
- 1UP.com: C−
- Eurogamer: 7/10
- Game Informer: 7,5/10
- GameSpot: 8/10
- GameTrailers: 7,9/10
- IGN: 7/10

A una settimana dalla prima vendita in Giappone, Wii Party ha venduto 230 000 copie, rendendolo il videogioco più venduto della settimana. Al 5 ottobre 2010 Wii Party ha venduto in Giappone 1 350 791 copie. All'aprile 2011 il gioco ha venduto 5,77 milioni di copie nel mondo intero.